# Ubiratan Sanderson
Ubiratan Antunes Sanderson (Erechim, 1 de dezembro de 1969) é um policial federal e político brasileiro filiado ao Partido Liberal (PL). Atualmente exerce seu primeiro mandato de deputado federal pelo Rio Grande do Sul.

## Biografia
Sanderson nasceu em Erechim, mas viveu a sua infância e construiu laços em Santo Ângelo. Fez sua graduação em Direito e se especializou em Segurança Pública e Ética na Função Pública pela Academia Nacional de Polícia, além de ter uma pós-graduação em Gestão de Segurança Pública. Casado e pai de duas meninas, Sanderson acumulou 23 anos de carreira na Polícia Federal. Foi Presidente do Sindicato dos Policiais Federais do Rio Grande do Sul.
Na eleição estadual de 2018, Sanderson se elegeu deputado federal pelo Partido Social Liberal (PSL), na esteira do sucesso eleitoral nacional ocorrido no partido, ao eleger o presidente do país, três governadores e 52 deputados federais.
Em seu mandato na câmara, Sanderson cronologicamente votou  contra criminalizar responsáveis por rompimento de barragens; a favor da PEC da Reforma da Previdência; a favor da MP da Liberdade Econômica; contra Alteração no Fundo Eleitoral; contra aumento do Fundo Partidário; a favor de cobrança de bagagem por companhias aéreas; contra incluir políticas LGBTs na pasta de Direitos Humanos; a favor do PL 3723 que regulamenta a prática de atiradores e caçadores; a favor do  "Pacote Anti-crime" de Sergio Moro; contra redução do Fundo Eleitoral; a favor da suspensão do mandato do deputado Wilson Santiago (PTB/PB), acusado de corrupção; contra ajuda financeira aos estados durante a pandemia de COVID-19 (primeiro texto); a favor do Contrato Verde e Amarelo; a favor da MP 910 (conhecida como MP da Grilagem); a favor da flexibilização de regras trabalhistas durante a pandemia; contra derrubar o veto de Bolsonaro à obrigatoriedade de uso de máscaras em escola e comércio (único da bancada do RS a se posicionar assim); a favor do congelamento do salário dos servidores; a favor da anistia da dívida das igrejas; contra a convocação de uma Convenção Interamericana contra o Racismo; duas vezes a favor de destinar verbas do novo FUNDEB para escolas ligadas às igrejas; a favor da autonomia do Banco Central; contra a manutenção da prisão do deputado bolsonarista Daniel Silveira (PSL/RJ); a favor da validação da PEC da Imunidade Parlamentar; contra a PEC Emergencial (que trata do retorno do auxílio emergencial por mais três meses e com valor mais baixo); a favor que empresas possam comprar vacinas da COVID-19 sem doar ao SUS; a favor de classificar a educação como "serviço essencial" (possibilitando o retorno das aulas presenciais durante a pandemia) e a favor de acabar com o Licenciamento Ambiental para diversas atividades. Sanderson esteve ausente nas votações referentes à MP 867 (que segundo ambientalistas alteraria o Código Florestal anistiando desmatadores); à exclusão ou não dos professores nas regras da Reforma da Previdência e ao Novo Marco Legal do Saneamento.

## Desempenho eleitoral
| Ano  | Eleição                       | Cargo            | Partido | Coligação        | Suplentes                                | Votos          | Resultado                                        |
| ---- | ----------------------------- | ---------------- | ------- | ---------------- | ---------------------------------------- | -------------- | ------------------------------------------------ |
| 2018 | Estadual do Rio Grande do Sul | Deputado Federal | PSL     | PSL / DEM / PROS | Marcelo Brum (PSL), Marco Marchand (PSL) | 88.559 (1,61%) | Eleito (21ª pessoa mais votada, 3ª na coligação) |